# Asia Rocsta

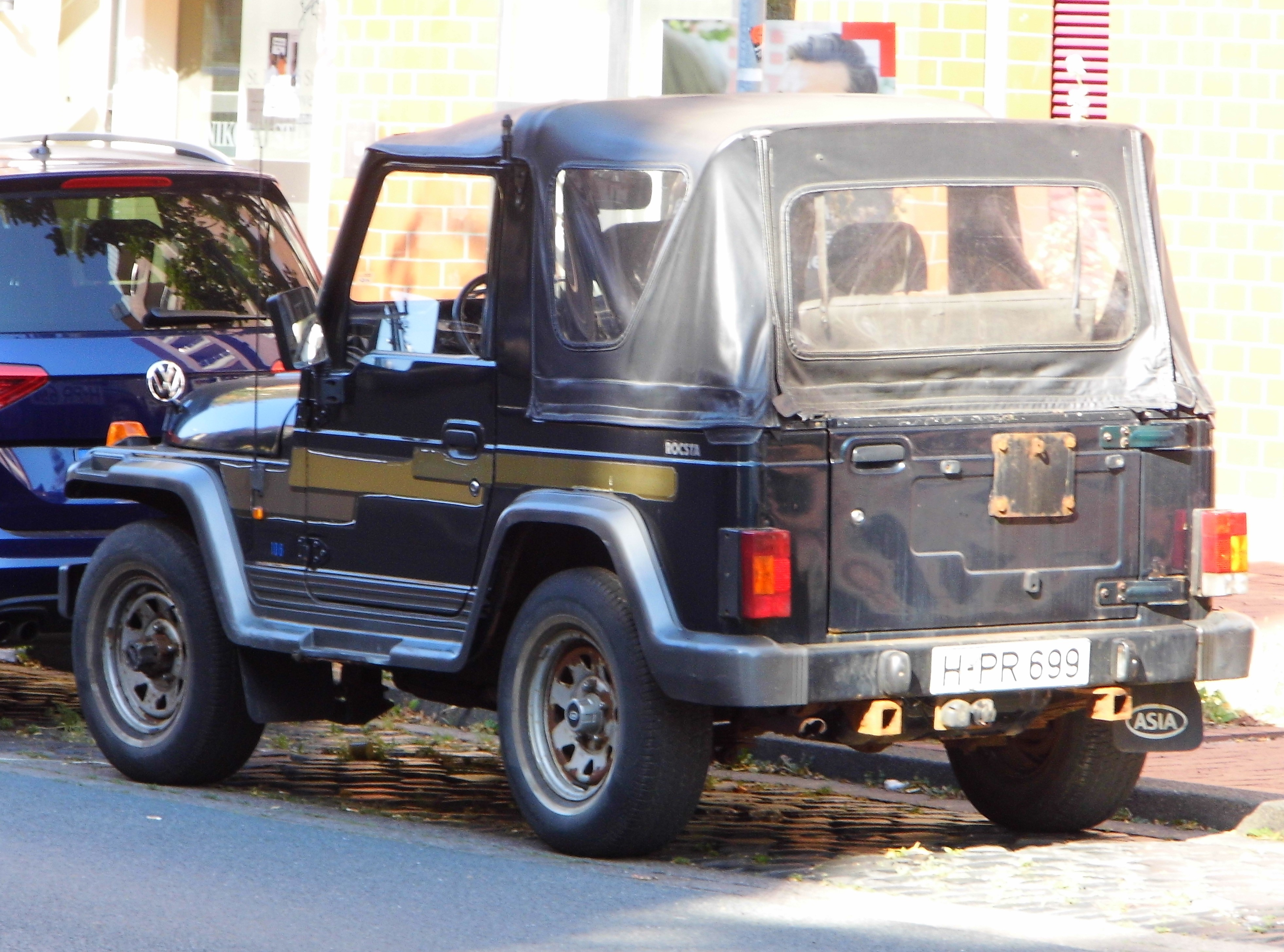
Heckansicht

Der Asia Rocsta ist ein Geländewagen aus Südkorea mit stark an den Jeep CJ-7 angelehnter Optik.

## Geschichte
Seit März 1990 wird der Rocsta 102, so die offizielle Bezeichnung, im koreanischen Gwangju produziert. Asia Motors, ein 100-prozentiges Tochterunternehmen von Kia Motors, produziert hauptsächlich Militär- und Nutzfahrzeuge und gehört seit 1976 zum Kia-Konzern.
Hier entstand auch der KM 410, ein leichtes Mehrzweck-Geländefahrzeug für die koreanische Armee, das unter anderem mit alten Presswerkzeugen des Jeep M38A fabriziert wurde, womit sich die Ähnlichkeit mit dem Jeep erklärt. Aus der Basis des KM 410 wurde der zivile Rocsta 102 entwickelt. Neben einigen technischen Änderungen (zum Beispiel die Verwendung von 1,8-Liter-Mazda-Motoren anstatt der 2,0-Liter-Kia-Triebwerke sowie Getriebe mit längeren, straßentauglichen Übersetzungen) bekam der Rocsta richtige Stahltüren anstelle der Jeep-typischen Türausschnitte, sowie viele Plastikteile im Innenraum (zum Beispiel Armaturenbrett) und an der Karosserie (Kotflügelverbreiterungen, Seitenschweller).

## Import und Markt
1991 wurde der Rocsta erstmals nach Europa importiert. Zunächst nach Italien, ab 1993 in die Niederlande und nach England. Vereinzelt wurde er auch über freie Importeure nach Deutschland geholt.
Seit 1994 wurde der Rocsta auch offiziell in die Bundesrepublik importiert. Aufgrund des verstärkten Engagements des Herstellers Kia auf dem deutschen Markt und des zu dieser Zeit galoppierenden Geländewagen-Booms, hat man den Rocsta der Konzerntochter Asia Motors gleich mit eingeführt. 
Anscheinend glaubte man selbst nicht an den großen Erfolg mit dem technisch veralteten Rocsta, denn dieser wurde von Anfang an als reines Nischenauto beworben, vermarktet und vertrieben. 
So war der Rocsta nur bei bestimmten Kia Vertriebsstützpunkten erhältlich, wurde aber auch weiterhin von freien Händlern angeboten.
1994, zur Einführung, lag der Kaufpreis bei DM 24.990,- für das günstigste Modell mit Softtop und Benzinmotor. Damit kostete der Rocsta DM 180,- mehr als ein Suzuki Samurai. 
Das andere Ende der Preisskala markierte der Diesel mit der DX Ausstattung, der mit DM 29.990,- in der Liste stand.
Zum Vergleich: ein Mahindra CJ 340 / 540 (mit 2,1-Liter-Dieselmotor) kostete damals zwischen DM 23.490,- und DM 25.990,-, ein Jeep Wrangler (mit 2,5-Liter-4-Zylinder-Motor) DM 35.410,-. 
Spätere Rocsta-Modelle (etwa ab Baujahr 97) stammen meist aus dem freien Import, hauptsächlich aus den Niederlanden oder Italien. Aber auch Modelle, die für den australischen Markt bestimmt waren, fanden ihren Weg nach Deutschland.
Obwohl der Rocsta auf dem deutschen Markt keine große Rolle spielte, fand er doch seine Fangemeinde. 

## Motoren und Ausstattungen
Beide angebotenen Motoren (Benzin und Diesel) stammen aus dem Mazda-Regal.
Der Benziner ist der 1,8-Liter-Motor (F8) aus dem alten Mazda 626 und leistet mit Katalysator und elektronisch geregeltem Vergaser 78 PS aus 1,8 Liter Hubraum.
Der 2,2-Liter-Magma-Saug-Dieselmotor (R2) stammt aus dem Mazda-Bus E2000 bzw. Transporter. Die Leistung liegt bei 61 PS.
Neben der Standardversion gab es eine DX-Ausstattung, zu der eine Servolenkung, ein höhenverstellbares Lenkrad, Drehzahlmesser, Zeituhr, Mittelkonsole sowie Leichtmetallfelgen mit Reifen der Größe 235/75 R 15 gehörten.
1998 wurde unter der Modellbezeichnung Kia Rocsta nochmals eine größere Charge an 1,8-Liter-Benzinmodellen mit Klimaanlage und geschlossenem Hardtop angeboten.